# Associação Nacional das Instituições do Mercado Financeiro
A Associação Nacional das Instituições do Mercado Financeiro - Andima é uma entidade civil brasileira, sem fins lucrativos, criada em 1971, que reúne uma série de instituições financeiras.
Prestadora de serviços que oferece suporte técnico e operacional às instituições, fomentando novos mercados e trabalhando pelo desenvolvimento do Sistema Financeiro Nacional.

## Fusão
Em outubro de 2009, a Andima fundiu-se com a Anbid, criando a ANBIMA (Associação Brasileira das Entidades dos Mercados Financeiro e de Capitais).